# 姜周輔
姜周輔（1463年—？），字名世，山東膠州人，明朝政治人物。

## 生平
弘治二年（1489年）己酉科山東鄉試第六名舉人。弘治十二年（1499年）登己未科進士。初授大理寺左評事，數辯疑獄。曾前往山西恤刑，平反冤獄。累陞至陜西按察使司僉事，任內弘揚風紀，革除屯田積弊。乾隆《膠州志》有傳。

## 家族
曾祖姜仲宽；祖姜永；父姜茂，義官。嫡母王氏；生母李氏。慈侍下。兄姜兴（听选官）、姜淮（義官）。弟周臣、周衡。